# Бернардо Дадді
Бернардо Дадді (італ. Bernardo Daddi, відомий як Бернард Флорентинець (італ. Bernardus Florentinus); бл. 1280, Флоренція — 1348, там само) — італійський живописець доби Раннього Відродження.

## Біографія
Ймовірно, був учнем Джотто ді Бондоне, вплив якого помітний у живописному стилі Дадді.
Художник очолював у Флоренції майстерню, що активно працювала і спеціалізувалась на невеликих картинах на біблейський сюжет і переносних вівтарних перегородках. Стиль Дадді являє собою пом'якшену версію суворої джоттівської манери і відрізняється більшою вишуканістю, а у пізній період творчості наближається до сієнської школи живопису.

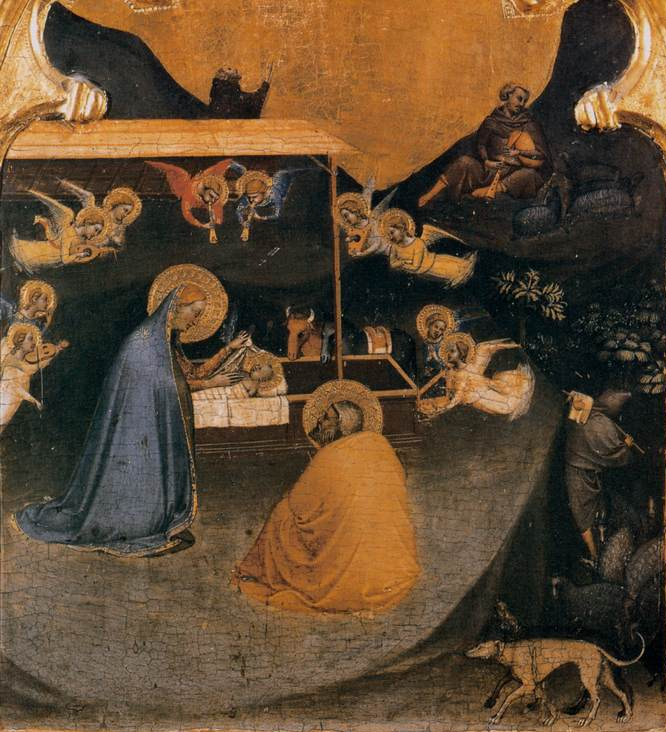
«Поліптих святого Панкратія; пределла зі сценою Різдва», після 1338. Галерея Уффіці, Флоренція

Художник надавав перевагу зображувати мадонн і немовлят, що бавляться і посміхаються. Роботи Дадді відрізняє безліч кольорів і спадаюче драпірування, а лірична, дещо екзальтована манера виконання така легка і граціозна, що була популярна аж до кінця XIV століття. Серед датованих і підписаних робіт виділяється поліптих «Розп'яття з вісьмома святими» (1348); також його пензлю приписується цикл фресок на тему мучеництва святих Лаврентія і Стефана у соборі Санта-Кроче у Флоренції.
Художник помер у 1348 році, очевидно, під час епідемії чуми.

## Вибрані твори
- «Мадонна з немовлям і святими Матвієм і Миколаєм», 1328
- «Розп'яття», 1325/1330
- «Благовіщення», бл. 1335
- «Заручення Марії», 1336/1340.
- «Поліптих святого Панкратія», після 1338. Галерея Уффіці, Флоренція